# Мауї (газопровід)
Газопровід Мауї – найпотужніший трубопровід у газотранспортній мережі Нової Зеландії, споруджений для транспортування продукції найбільшого родовища країни Мауї. 
Розробка родовища Мауї, розташованого у Тасмановому морі на захід від узбережжя Північного острова Нової Зеландії, розпочалась наприкінці 1970-х років. Його продукція проходить підготовку на газопереробному заводу Оаонуї, від якого і бере початок газопровід Мауї, введений в експлуатацію у 1979 році. Він слідує в загальному напрямку на північ паралельно узбережжю, дещо відхиляючись від нього після третини маршруту, а кінцевим пунктом є ТЕС Хантлі, розташована між містами Гамільтон та Окленд. 
Діаметр газопроводу становить від 850 до 750 мм, довжина – 307 км. З його допомогою традиційно транспортується більшість видобутого в Новій Зеландії газу (в 2010-му – 74%). 
До 2005 року по газогону перекачували лише продукцію родовища Мауї, проте вичерпання запасів останнього, а також необхідність розвитку заміщуючих потужностей призвели до переведення об`єкту в режим вільного доступу. Станом на 2016 рік до системи мали доступ шість родовищ, зокрема, подавалась продукція установки підготовки Мак-Кі-Мангахева, родовищ Похокура та Турангі.
На початковому етапі газогін Мауї сполучений з трубопроводом Франклей-Роад – Капуні, а в кінцевому пункті може передавати ресурс до газопроводу Хантлі – Маунгатапере. Також існують такі значні відгалуження, як Покуру – Гісборн/Те-Пуке та Те-Коухай – Вайто. Починаючи з Тікорангі та до Ротоваро (тобто на більшій протяжності маршруту) трубопровід Мауї прямує в одному коридорі з прокладеним раніше газопроводом Капуні – Папакура та може передавати до нього ресурс.
Окрім зазначеної вище ТЕС Хантлі, газопровід Мауї живить чи живив таких великих споживачів, як ТЕС Нью-Плімут, заводи з виробництва метанолу Вайтара та Мотунуї, ТЕС Юнкшен-Роад. 
Власниками газопроводу є Shell, місцева Todd та австрійська OMV, що займаються розробкою родовища Мауї. При цьому оперативне управління передане компанії Vector Gas, яка володіє згаданою вище системою газопроводів від ГПЗ Капуні.